# Stanisław Szczęsny Potocki

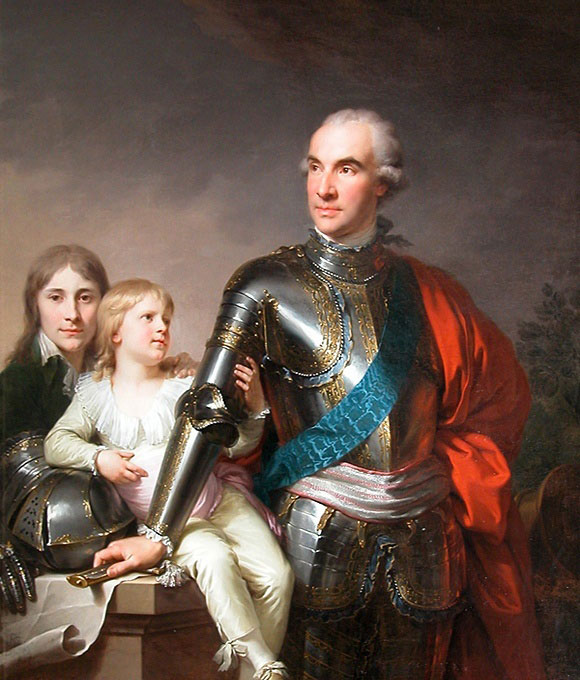
Giovanni Battista Lampi: Szczęsny Potocki mit den Söhnen Jerzy und Stanisław, 1789/90, Louvre.

Stanisław Szczęsny Potocki (* 20. Februar 1751 in Tartaków; † 15. März 1805 in Tulczyn, beides heute Ukraine) war einer der reichsten polnischen Magnaten. Er war Marschall der von Russland organisierten Konföderation von Targowica, welche die Aufhebung der liberalen Verfassung vom 3. Mai 1791 bezweckte und den Untergang der einstigen Großmacht Polen-Litauen beschleunigte.

## Leben

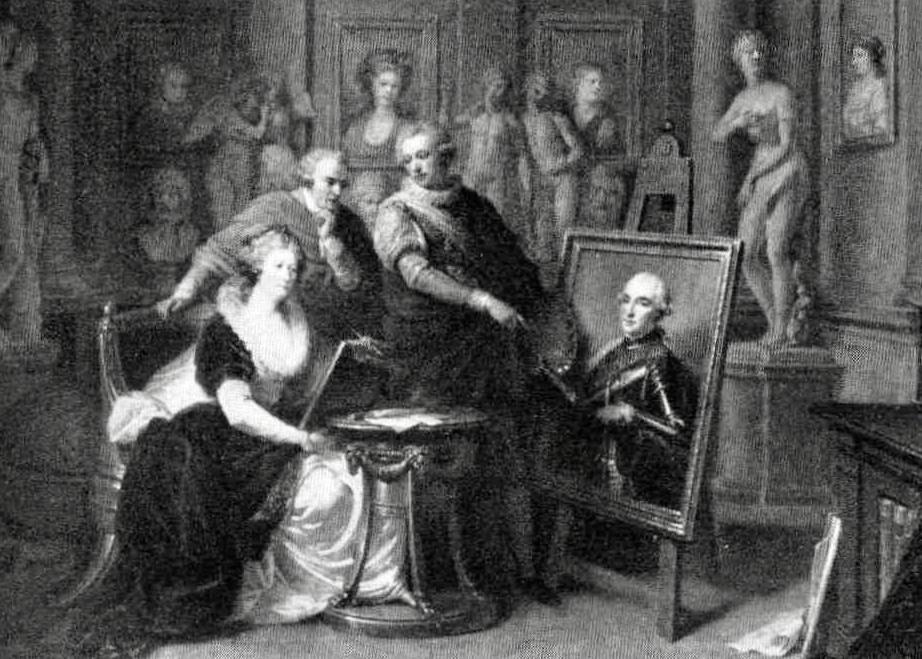
Giovanni Battista Lampi: Der Künstler mit dem Ehepaar Potocki, Wien 1786, ehemals Warschau.

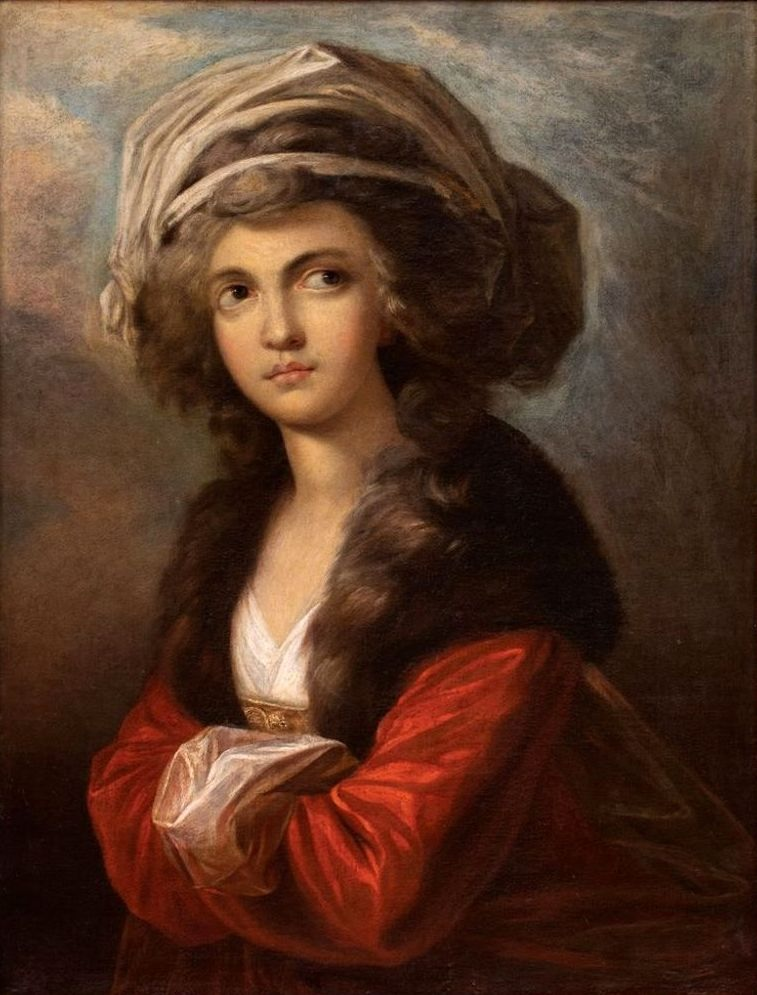
Hubert Maurer: Zofia geschiedene Wittowa, 1797.

Szczęsny („der Glückliche“) stammte aus der Linie Tulczyn der Familie Potocki. Seine Eltern waren der Woiwode von Kiew Franciszek Salezy Potocki und Anna Elżbieta Potocka. Er soll eine halbe Million Untertanen geerbt haben. Seine drei Ehen waren aber unglücklich. Seine erste, nicht ebenbürtige Gattin Gertruda Komorowska (1754–1771) wurde im Auftrag seiner Eltern samt dem Kind, das sie erwartete, ermordet. Der zweiten Ehe mit der ihm geistig überlegenen Józefina Amalia Mniszech (1752–1798) entstammten elf Kinder, von denen aber nur drei Potockis eigene gewesen sein sollen.
In dritter Ehe war er mit Zofia geschiedenen Wittowa geb. Glavani (1760–1822) verheiratet. Diese griechische Kurtisane war nacheinander Konkubine des polnischen Internuntius in Istanbul, Karol Boscamp-Lasopolski, Gattin des Kommandanten der polnischen Grenzfestung Komieniec Podolski, Józef de Witte, und Mätresse des russischen Feldherrn Grigori Potjomkin gewesen. Seit 1791 Liebhaber Zofias, erkaufte Potocki von Witte (durchgeführt 1795 in Lemberg) die Scheidung und machte die Schöne Bithynierin 1798 in Kamieniec Podolski zu seiner Gattin. Sie soll ihn aber – namentlich mit seinem ältesten Sohn Jerzy (1776–1809) – betrogen und zuletzt in den Wahnsinn getrieben haben. Während ihrer Verbindung gebar sie acht Kinder, von denen fünf Potocki zugeschrieben werden.

## Totengräber Polens

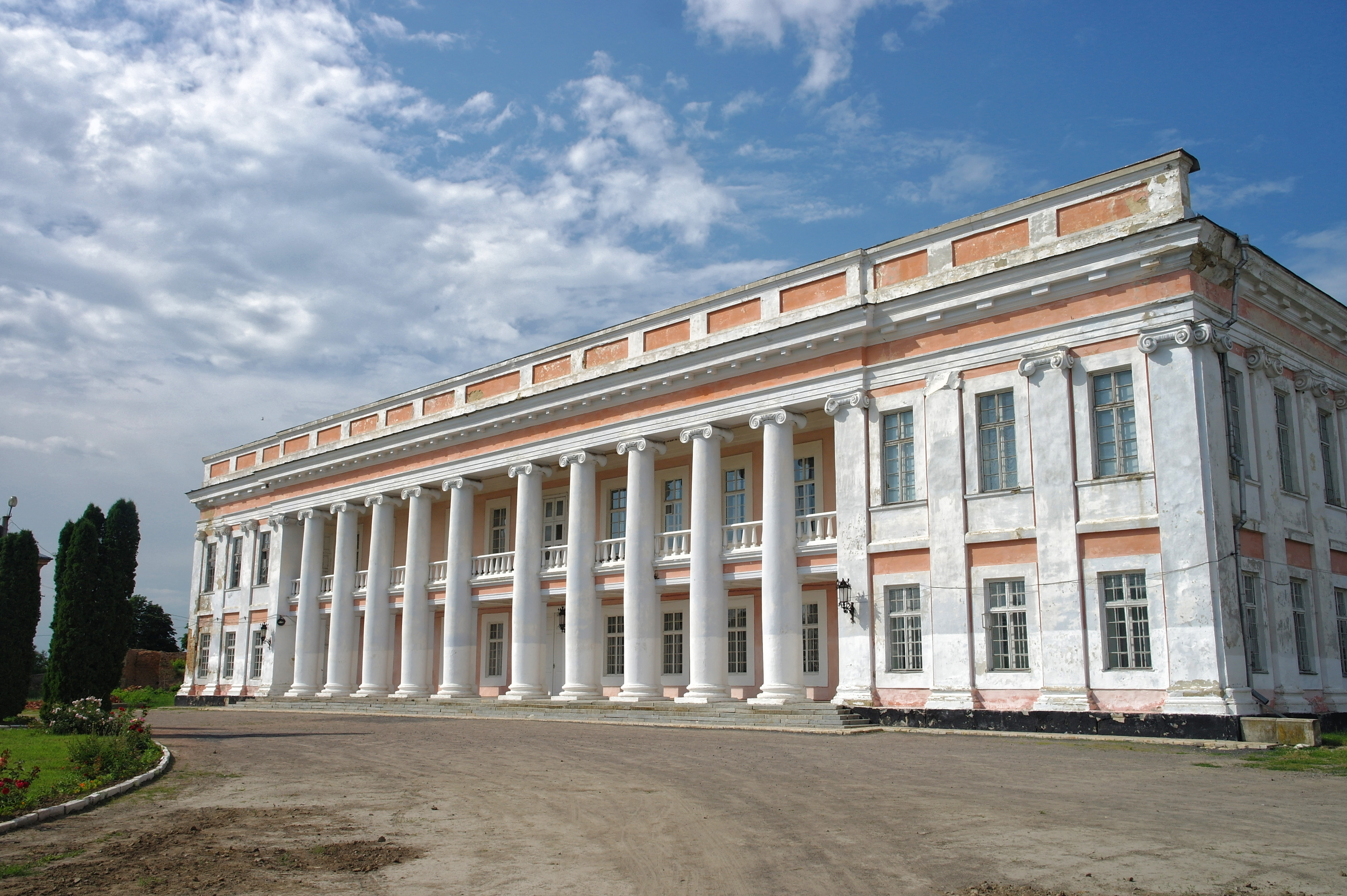
Mittlerer Trakt von Potockis Palast in Tulczyn, 1780er Jahre.

1782–1789 war Potocki Woiwode von Ruthenien, danach General der Artillerie. Er galt ursprünglich als Liberaler. Zeitweise war er Großmeister einer Freimaurerloge.
Allerdings lehnte er, um die Macht der Magnaten in der Rzeczpospolita zu erhalten, politische Reformen ab. Er stand daher in Opposition zu König Stanisław August Poniatowski. Ihm schwebte ein Bundesstaat unter Kontrolle der Magnaten vor. Während des Vierjährigen Sejms verband er sich 1788 mit Franciszek Ksawery Branicki und Seweryn Rzewuski, konnte sich aber nicht durchsetzen. Er protestierte in Wien gegen die liberale Verfassung vom 3. Mai 1791 (die erste Europas), fand aber bei Kaiser Leopold II. keine Unterstützung.
Diese erhielt er dafür in Petersburg bei Kaiserin Katharina II. 1792 war er Marschall der von Russland organisierten Konföderation von Targowica, die das Ziel hatte, die Verfassung aufzuheben. Von seinem Palast in Tulczyn aus leitete er die Operationen der Konföderierten, die im Russisch-Polnischen Krieg auf Seiten des Zarenreichs kämpften. Der König sah sich daraufhin gezwungen, der Konföderation beizutreten. Potocki war maßgeblich am Zusammentreten des Sejms von Grodno beteiligt, auf dem die Verfassung aufgehoben, eine Allianz mit Russland geschlossen und die Zweite Teilung Polens gebilligt wurde. Wie schon 1772 annektierten Russland, Preußen und Österreich große Teile des polnischen Staatsgebiets. Wäre es nach Potockis Wünschen gegangen, wäre auch der König abgesetzt (und er an dessen Stelle gesetzt) worden.

## Verurteilung und Tod
Die Jahre 1793–1795 verbrachte Potocki mit Zofia Wittowa in Hamburg. Nachdem der Kościuszko-Aufstand die Russen 1794 vertrieben hatte, verurteilte ihn das höchste polnische Gericht als Verräter in Abwesenheit zum Tode. Er wurde in Warschau in effigie gehängt, sein Vermögen konfisziert. Doch 1795 beendeten Russland und Preußen mit der Dritten Teilung Polens die Existenz der Rzeczpospolita. Katharina machte Potocki zum russischen General, nachdem sie ihm schon früher den Alexander-Newski-Orden verliehen hatte. Von nun blieb er in Tulczyn und widmete sich der Verwaltung seiner Ländereien.
Während unter Zofias Zepter der Lebensstil jenem eines Königshofs glich, begann der Hausherr zu kränkeln, zog sich zunehmend in seine Gemächer zurück und verfiel schließlich dem Mystizismus. Offenbar fürchtete er sich, vergiftet zu werden. Als er 1805 starb, ergab die Obduktion Hinweise auf ein Nierenleiden infolge Konsums von „Diabolinen“ (Bonbons mit dem Aphrodisiakum Cantharidin). Vor der Beisetzung wurden dem Verstorbenen die ordengeschmückte russische Galauniform vom Leib gestohlen.